# Lurline
Lurline és una obra dramaticomusical en tres actes composta el 1847 per William Vincent Wallace sobre un llibret en anglès d'Edward Fitzball. Es va estrenar el 23 de febrer de 1860 al Royal Opera House de Ciutat de Westminster.